# Taurus-Nunatakker
Die Taurus-Nunatakker sind eine ostwestlich ausgerichtete Reihe aus drei Nunatakkern im Palmerland auf der Antarktischen Halbinsel. Sie ragen 37 km ostnordöstlich des Gurney Point auf. Nur die beiden äußeren Nunatakker treten in den sie umgebenden Eismassen erkennbar in Erscheinung.
Das UK Antarctic Place-Names Committee benannte sie 1976 nach der englischen bzw. lateinischen Bezeichnung für das Sternbild Stier.